# Retrone
Il Retrone (in veneto Retron) è un fiume che scorre nella provincia di Vicenza. La sua sorgente si trova a Sovizzo alla confluenza dei torrenti Valdiezza, Onte e Mezzarolo; prosegue attraversando Creazzo, poi in territorio di Altavilla Vicentina, entra da ovest a Vicenza e dopo 12 km sbocca nel Bacchiglione, presso la zona di Borgo Berga.

## Storia

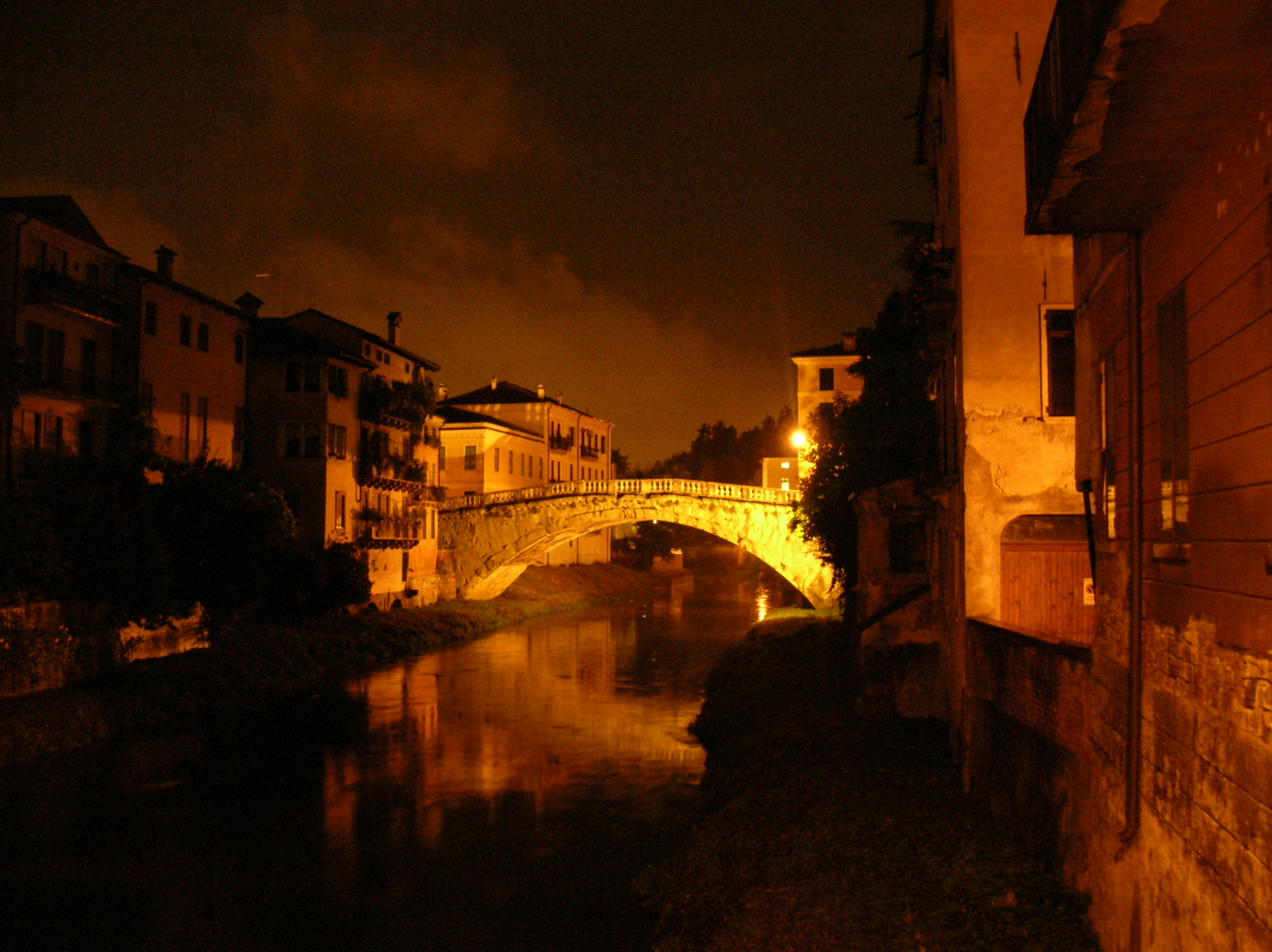
Vicenza - Visione notturna di Ponte S. Michele sul Retrone.

In tempi antichi era chiamato Retrone il fiume principale di Vicenza e Padova, e non Bacchiglione. Il fiume Edronis era citato già da Plinio, e scorreva in un proprio alveo per gettarsi in mare, nella località costiera di Portus Edronis, generalmente identificata con Chioggia. Il Retrone scorreva attraverso la città di Padova, in quello che sarebbe poi divenuto il corso del Bacchiglione.
Nell'antichità il Retrone si trova nominato anche nelle sue varianti Eretenos, Eretenus, Erethenus, Ereteno, Reteno mentre nelle carte medioevali è indicato come Rerone.
Estesi sconvolgimenti nell'idrografia della provincia, avvenuti in epoca longobarda, modificarono la situazione, facendo diventare il Retrone un semplice tributario del Bacchiglione (del cui nome si hanno notizie a partire dagli inizi dell'XI secolo).
La confluenza dei due fiumi a Vicenza avveniva presso la zona detta dell'Isola, attualmente Piazza Matteotti, ma dava luogo a frequenti alluvioni dovute al regime irregolare dei fiumi. Per questo la confluenza fu spostata di circa un chilometro, appena oltre l'abitato di Vicenza.
Il fiume è esondato nel 2010, in seguito sono stati realizzati bacini d'espansione e rinforzati gli argini.
Il Retrone è nuovamente esondato tra il 27 e il 28 febbraio 2024.

## Percorso

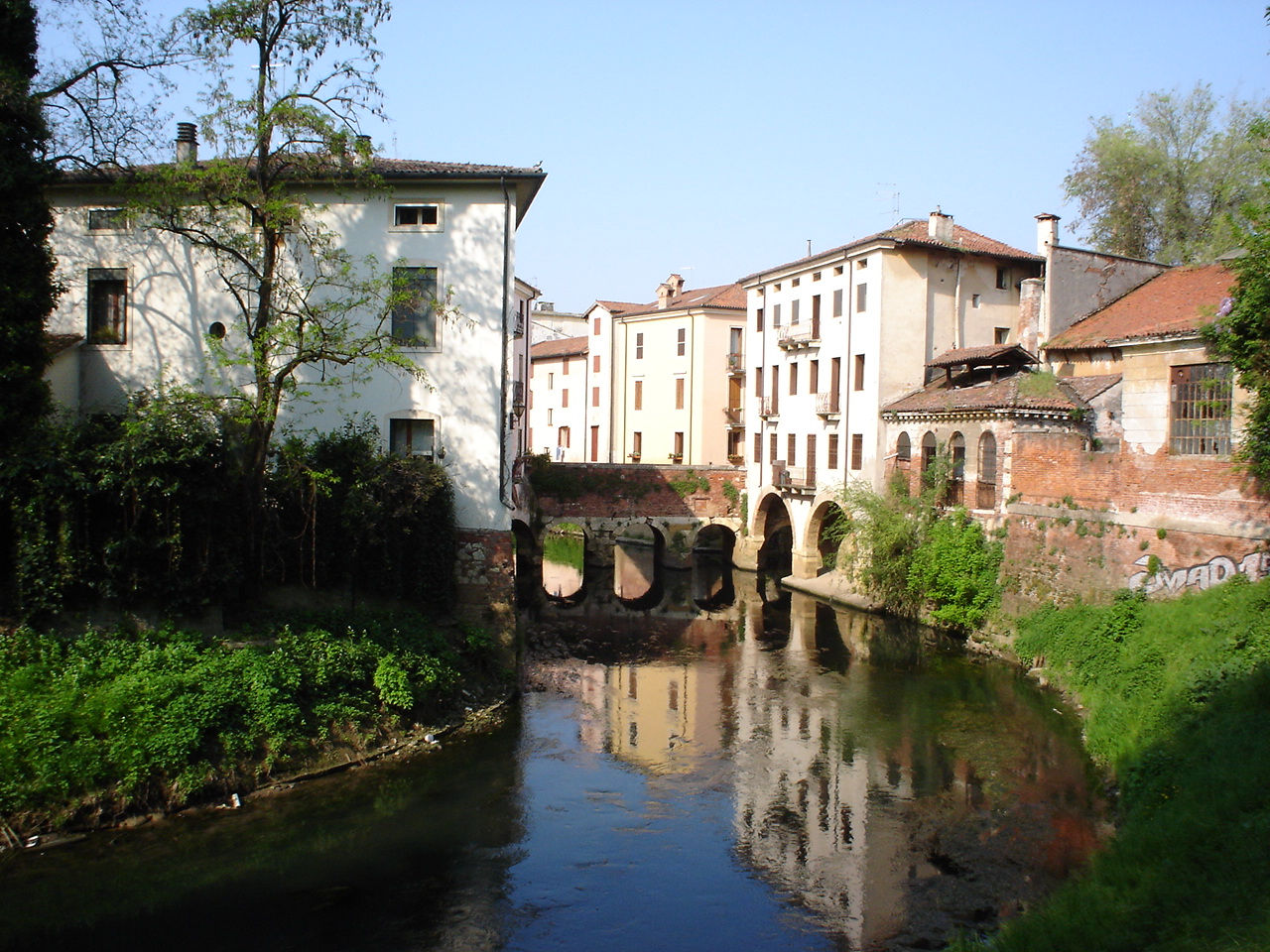
Veduta del Retrone da Viale Giuriolo con l'antico ponte delle barche sullo sfondo.

Alla sorgente il fiume è largo circa 4 m con una profondità di 50 cm, poi man mano che prosegue nel suo corso aumenta la larghezza e la profondità grazie ai diversi affluenti, fino a raggiungere la larghezza di 12 metri con una profondità di 2 all'ingresso nella città di Vicenza. Negli anni sessanta alcuni interventi di rettificazione del corso del fiume hanno portato una significativa modificazione al sistema idrogeologico del corso d'acqua. Nei periodi di intense piogge il Retrone esonda soprattutto nella zona di S. Agostino. La causa di questo problema è stata individuata nel fatto che il punto di affluenza nel Bacchiglione è più alto del corso del Retrone, caratteristica alquanto bizzarra.
La portata aumenta nel punto in cui confluisce con il fosso Cordano. Il fondale è più o meno costante nel tempo, composto per lo più da ghiaia, sabbia e verso la foce fango. Presenta ovunque una elevata copertura vegetale. Le acque del Retrone risultano assai inquinate dagli scarichi di varia natura, ma nonostante questo inquinamento le sue acque sono popolate da numerose specie ittiche, in particolare trote, carpe, cavedani, lucci, oltre che rane. Tra l'avifauna sono numerosi i germani reali, le gallinelle d'acqua, gli aironi cinerini e le garzette. Negli ultimi anni sono diventate abbondanti le nutrie.

## Parco Retrone

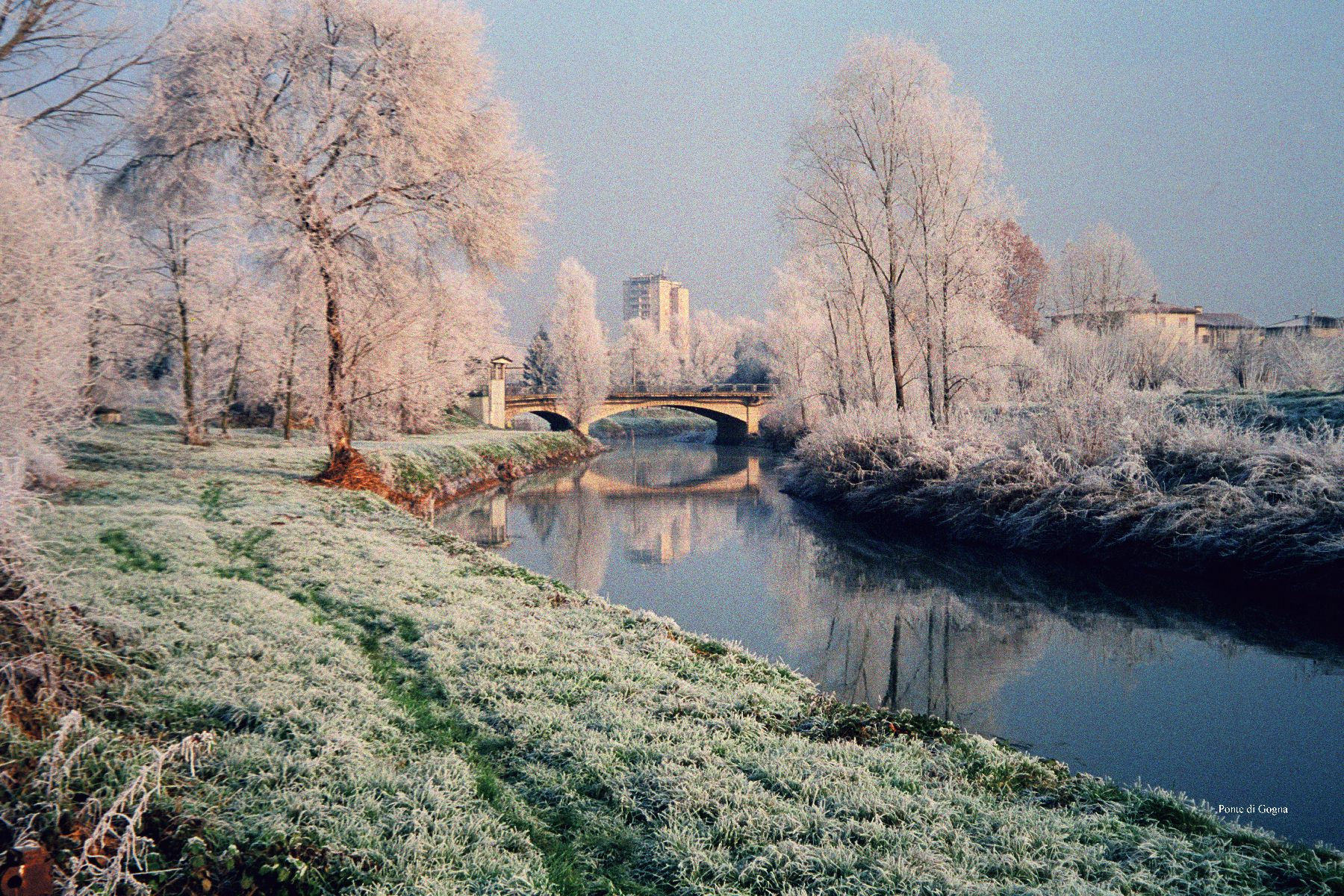
Inverno al Parco del Retrone - Foto di Giorgio Vezzaro.

Nel quartiere di S. Agostino/Ferrovieri di Vicenza lungo la sponda sinistra del Retrone è stato ricavato un grande parco fluviale di 40 000 m², chiamato appunto "parco Retrone". In quest'area verde attrezzata vengono annualmente organizzate varie manifestazioni, tra le quali Ferrock e Festambiente Vicenza.
Il parco sul fiume Retrone è radicato da tempo nella storia del quartiere dei Ferrovieri. È nato e si è costituito in modo diverso dal solito: nella città di Vicenza rappresenta la prima esperienza di costruzione e gestione partecipata di un parco pubblico attrezzato.
Nel 1997 l'Amministrazione Comunale ha istituito e parzialmente finanziato la realizzazione del Parco; in seguito quasi tutto il lavoro di realizzazione è stato a carico di gruppi volontari organizzati del quartiere, delle scuole, dei gruppi scout e sportivi, rappresentati da Legambiente che tuttora ha la custodia del parco.
Il Parco è sede di progetti didattici sia della vicina scuola Dino Carta (Istituto Comprensivo n.8), che di alcune scuole superiori della città.
Legambiente, con il sostegno del Centro Servizi per il Volontariato di Vicenza, ha sviluppato nel corso del primo decennio degli anni 2000 alcuni progetti di riqualificazione ambientale del parco, tra cui 4 lampioni fotovoltaici dislocati lungo il parco, panche, tavoli per il picnic progettati anche per persone disabili e, dal 2023, anche una piccola aula didattica all'aperto.
Il parco si estende lungo il fiume Retrone ed occupa un'area di 40.000 m², ponendolo al secondo posto per ordine di estensione tra le aree verdi della città. Il maestro Giorgio Vezzaro, abitante del quartiere dei Ferrovieri, ha dedicato a Festambiente una mostra fotografica sul fiume Retrone.
Il parco è ricco di alberi, cespugli fioriti, ma ciò che lo caratterizza è il corso del fiume Retrone che costeggia il parco per tutta la sua lunghezza. All'interno si possono compiere passeggiate a piedi e in bicicletta godendo della vista degli aironi e delle colline al di là del fiume. 
Nel parco vi sono anche alcuni spazi attrezzati per la pallavolo, il calcetto e un punto di rimessa e di attracco per le canoe, predisposto dai Maestri del Canoa Club di Vicenza che durante Festambiente propongono corsi gratuiti di canoa fin dalla prima edizione del 2002.
Dal 2013 il Parco del Retrone è collegato con il parco attiguo di Villa Bedin Aldighieri tramite una passerella ciclopedonale sul fiume stesso.